# Ellipteroides (Progonomyia) serenus
Ellipteroides (Progonomyia) serenus is een tweevleugelige uit de familie steltmuggen (Limoniidae). De soort komt voor in het Neotropisch gebied.